# Unterems
Unterems is een plaats en voormalige gemeente in het Zwitserse kanton Wallis (district Leuk). Op 31 december 2012 telde het 141 inwoners.
De gemeente Unterems ging op 1 januari 2013 samen met Turtmann.